# رناتا اشتربیکووا
رناتا اشتربیکووا (چکی: Renáta Štrbíková؛ زادهٔ ۶ اوت ۱۹۷۹) بازیکن تنیس روی میز  اهل جمهوری چک بود.